# برایمر (میزوری)
برایمر (به انگلیسی: Braymer) یک شهر در ایالات متحده آمریکا است که در شهرستان کالدول، میزوری واقع شده‌است. برایمر ۱٫۵۳ کیلومتر مربع مساحت و ۸۷۸ نفر جمعیت دارد و ۲۳۳ متر بالاتر از سطح دریا قرار دارد.